# Labyrint (nakladatelství)
 Labyrint je české nakladatelství a společnost pro kulturu, které v roce 1992 založil Joachim Dvořák. Od té doby se soustavně věnuje literárně-kulturním aktivitám, jež se neomezují pouze na vydávání knih a časopisů, ale zahrnují také organizaci kulturních akcí a festivalů.

## Profil nakladatelství
Mezi výrazná jména soudobé literatury, která Labyrint pomohl objevit, patří např. Jaroslav Rudiš, Jana Šrámková, David Jan Žák a Dora Čechova, stejně jako Lenka Reinerová a Petr Sís, jejichž dílo vrátil zpět do českého kulturního kontextu.[zdroj⁠?!]
Labyrint se soustředí na vydávání překladové prózy především německy píšících autorů (např. Maxim Biller, Jindřich Mann, Saša Stanišić, Michael Stavarič, Thomas Brussig, Franz Kafka, Christian Morgenstern, Rainer Maria Rilke), ale i z jiných jazyků (např. Salman Rushdie, Hafid Bouazza, Guillermo Arriaga, Jack London), klasické české poezie (např. Konstantin Biebl, Josef Kainar, Václav Hrabě, Jaroslav Seifert) a knih o výtvarném umění a architektuře (např. Frida Kahlo, Tina Modotti, Vincent van Gogh, Paul Gauguin, Jan Kaplický). Textům mladých českých autorů je věnována edice Fresh (v níž celkem vyšlo 12 svazků).
Labyrint vedle beletrie vydává v samostatné edici Gutenberg rovněž literaturu faktu (např. René Kujan, Jan Šmíd, Pavel Tigrid, Jaroslav Foglar).
Jako jediné nakladatelství v České republice prostřednictvím ročenky Almanach Labyrint (knižně vycházel v letech 1992–2012) pravidelně mapoval dění na knižním trhu. Rovněž je vydavatelem Labyrint revue, která se věnuje současné světové, české i slovenské literatuře a výtvarnému umění. Se zaměřením na překladovou literaturu souvisí bilingvní řada Gutenbergovy čítanky moderní světové prózy (dosud vyšlo jedenáct svazků např. britská, německá, francouzská, italská, kubánská, holandská, švédská, norská nebo finská).
Pro knihy nakladatelství Labyrint je typický důraz na kvalitní a originální grafickou úpravu, na níž se podílejí přední čeští a slovenští grafici a výtvarníci (např. Michal Cihlář, Pavel Růt, Luboš Drtina, Petr Krejzek, Štěpán Malovec, Juraj Horváth, Boris Meluš, Martin "Funk Fu" Svoboda, Martin "Bonus" Hůla, Jakub Kaše, Matěj Hanauer, Jana Vahalíková).
V posledních letech se produkce nakladatelství Labyrint zaměřuje především na tři oblasti – na knihy a časopis pro děti, původní komiksovou tvorbu a výtvarně zaměřené publikace.

## Knihy pro děti
Původní tvorbě pro děti je věnována edice Raketa v níž vycházejí mj. knihy Petra Síse, Shauna Tana či série Doktora Racka. Řada titulů z této edice získala významná ocenění, např. Hlava v hlavě Davida Böhma a Ondřeje Buddeuse (Magnesia Litera v kategorii kniha pro děti za rok 2014, Nejkrásnější česká kniha roku 2013, Zlatá stuha České sekce IBBY 2014) nebo Proč obrazy nepotřebují názvy Ondřeje Horáka a Jiřího Franty (Magnesia litera v kategorii kniha pro děti za rok 2015).

## Časopis Raketa
Od prosince 2014 nakladatelství Labyrint čtyřikrát ročně vydává "časopis pro děti chytrých rodičů" Raketa. Časopis neobsahuje žádné reklamy a každé číslo je tematicky zaměřené.

## Komiks
Především původní české komiksové tvorbě se věnuje edice Labyrint komiks, v níž dosud vyšlo přes dvě desítky titulů. Mezi její autory patří např. Jaromír 99, Nikkarin, Lucie Lomová, David Böhm, Toybox, Jindřich Janíček, Lukáš Urbánek, Lela Geislerová, Karel Osoha, Vojtěch Mašek nebo Jiří Franta. Ze zahraničních autorů to jsou Daniel Majling, Shaun Tan nebo Max Andersson.
Kultovním fenoménem je komiksová trilogie Alois Nebel (autoři Jaroslav Rudiš a Jaromír 99) – její úvodní svazek v Labyrintu vyšel v roce 2003 a roku 2011 se dočkala filmové adaptace.
V letech 2008–2015 Labyrint vydával při příležitosti stejnojmenného festivalu KomiksFEST! revue, v níž přinášel teoretické texty, profily a ukázky z tvorby českých i zahraničních komiksových autorů. 
Labyrint se podílel také na vzniku komiksové ceny Muriel, která se každoročně udílí od roku 2007.

## Výtvarné publikace
Na vizuální kulturu se zaměřuje edice Fresh Eye, v níž vyšly např. dnes již klasické Způsoby vidění Johna Bergera, ale také texty českých vizuálních teoretiků a autorů.
Mimo tuto edici Labyrint vydal řadu výpravných knih z dějin architektury a výtvarného umění, ať už určených pro dospělé (např. Průvodce neklidným územím I-II), tak přímo pro děti (Proč obrazy nepotřebují názvy).

## Ostatní aktivity
Labyrint v roce 2006 inicioval a do roku 2016 se podílel na organizaci mezinárodního komiksového festivalu KomiksFEST!. Společně s Českými centry od roku 2008 spolupracuje na literárním happeningu Noc literatury. Vedle toho je organizátorem mnoha kulturních akcí, čtení, výstav a je též oficiálním partnerem literárně-hudebního kabaretu EKG v pražském divadle Archa.
Společně s neziskovou organizací Raketa dětem z.s. Labyrint podporuje dlouhodobě nemocné a sociálně znevýhodněné děti v projektu Daruj raketu.